# 春江街道 (常州市)
春江街道，是中华人民共和国江苏省常州市新北区下辖的一个乡镇级行政单位。2020年7月，撤销春江镇。以原春江镇的徐墅、百丈、象墩、录安洲、春江、友谊河、滨江、东海、黄海、龙圩、圩塘11个居委会区域为春江街道行政区域。

## 行政区划
春江街道下辖徐墅、百丈、象墩、录安洲、春江、友谊河、滨江、东海、黄海、龙圩、圩塘11个居委会。